# 160-й истребительный авиационный полк
160-й истребительный авиационный полк — воинская часть Вооружённых Сил СССР в Великой Отечественной войне.

## История
Сформирован до 1940 года в Горьком
В составе действующей армии во время ВОВ с 22 июня 1941 по 3 августа 1941 в виде 1-го формирования полка, с 4 сентября 1941 по 8 февраля 1942, с 13 марта 1942 по 18 сентября 1942, с 30 мая 1943 по 6 октября 1943 и с 5 ноября 1943 по 2 апреля 1944 года в виде 2-го формирования полка.
На 22 июня 1941 года базируется на аэродромах Балбасово и Пронгеевка (Белоруссия). На вооружении полка состояли истребители И-15 и И-153 в количестве 66 самолётов, из них 5 неисправных, полк располагал 72 лётчиками
Днём 22 июня 1941 года вступил в бои, прикрывая Минск. За первые несколько дней боёв над Минском полк отчитался о более чем 20 сбитых немецких самолётов. В конце июня 1941 года полк перелетел на аэродромы Могилёвского аэроузла. Уже с июля 1941 года начал принимать на вооружение самолёты ЛаГГ-3, и с боями отступал на восток.
В начале августа 1941 года полк, потерявший в небе Белоруссии и Смоленска всю материальную часть, отправлен на переформирование в Рыбинск. Всего за начало войны полк отчитался о 1683 самолёто-вылетах и 27 сбитых самолётах противника.
В результате переформирования полк был расформирован, а на базе полка формируются два истребительных полка: 429-й истребительный авиационный полк и 160-й истребительный авиационный полк, формально являющийся вторым формированием полка.
В первые дни сентября 1941 года полк перелетел на южный берег Ладожского озера, базируется на аэродроме неподалёку от Волхова. С сентября 1941 по февраль 1942 года действует над Волховом, Будогощью, Тихвином, Киришами, Ладожским озером, участвует в Тихвинских оборонительной и наступательной операциях. С ноября 1941 года действует с аэродрома Большой Двор. Примечательным фактом в истории полка является сопровождение 12 сентября 1941 года транспортного самолёта ПС-84, летевшего в Ленинград, на борту которого находился новый командующий Ленинградским фронтом Г. К. Жуков
Потеряв почти все самолёты и большую часть лётчиков, выведен из боёв в конце декабря 1941 года, в феврале 1942 года был отправлен в Подмосковье на доукомплектование и в конце февраля 1942 года перелетел на аэродром в 20 километрах севернее Будогощи. Приступил к поддержке войск 2-й ударной армии в Любанской операции, а летом — в операции по выводу войск 2-й ударной армии из окружени, прикрывает штурмовики Ил-2, наносящие удары по противнику, атакующему войска армии в районах Финева Луга, Любани, действует по коммуникациям у Новгорода, в ходе боёв несёт тяжёлые потери. За время боёв под Ленинградом полк совершил 3613 боевых вылетов, в воздушных боях уничтожил 77 неприятельских самолётов
18 сентября 1942 года выведен в тыл на переформирование и переобучение, получил самолёты Ла-5 (в том числе именной самолёт «Арзамасский школьник», на котором летал А. И. Максименко) и вновь вернулся на фронт только в конце мая 1943 года.
В июне 1943 года полк прикрывает сосредоточение войск 3-й армии и 63-й армии, совершает вылеты для блокирования вражеских аэродромов, в частности, в Орле. С началом Курской битвы прикрывает войска 13-й армии и 48-й армии в районе Малоархангельска, Александровка, Протасово. С 8 июля 1943 года ведёт бои, прикрывая наземные войска и обеспечивает деятельность штурмовых и бомбардировочных авиачастей в районе Евтехов, Чёрная Грязь, Протасово, Лосиноостровский, тяжёлые бои ведёт 12 и 13 июля 1943 года, в частности прикрывая разворачивание и наступление бой 1-го гвардейского танкового корпуса и затем продолжает боевую деятельность в ходе Орловской операции. После освобождения Орла 13 августа 1943 года перебазировался на военный аэродром Орла.
6 октября 1943 года отведён в тыл на доукомплектование. 5 ноября 1943 года перелетел на аэродром близ Старой Торопы. С 15 декабря 1943 года прикрывает развернувшие наступление в ходе Невельско-Городокской операции войска 11-й гвардейской армии в районе Езерище и в дальнейшем у Городка. Во второй половине января 1944 года перебазировался в Невель, действовал в районе Витебск — Полоцк. В начале апреля 1944 года отведён в тыл.
14 апреля 1944 года Приказом НКО СССР № 55 преобразован в 137-й гвардейский истребительный авиационный полк

## Подчинение
| Дата            | Фронт (округ)                   | Армия                | Корпус (группа)                                   | Дивизия                                            | Примечания          |
| --------------- | ------------------------------- | -------------------- | ------------------------------------------------- | -------------------------------------------------- | ------------------- |
| 22.06.1941 года | Западный фронт                  | -                    | -                                                 | 43-я истребительная авиационная дивизия            | -                   |
| 01.07.1941 года | Западный фронт                  | -                    | -                                                 | 43-я истребительная авиационная дивизия            | -                   |
| 10.07.1941 года | Западный фронт                  | -                    | -                                                 | 43-я истребительная авиационная дивизия            | -                   |
| 01.08.1941 года | Западный фронт                  | -                    | -                                                 | 43-я истребительная авиационная дивизия            | -                   |
| 01.09.1941 года | -                               | -                    | -                                                 | -                                                  | на переформировании |
| 01.10.1941 года | Ленинградский фронт             | 54-я армия           | 3-я резервная авиационная группа                  | -                                                  | -                   |
| 01.11.1941 года | Ленинградский фронт             | -                    | 3-я резервная авиационная группа                  | -                                                  | -                   |
| 01.12.1941 года | Ленинградский фронт             | -                    | 3-я резервная авиационная группа                  | -                                                  | -                   |
| 01.01.1942 года | Волховский фронт                | 4-я армия            | 3-я резервная авиационная группа                  | -                                                  | -                   |
| 01.02.1942 года | Волховский фронт                | -                    | -                                                 | -                                                  | -                   |
| 01.03.1942 года | Резерв Ставки ВГК               | -                    | 3-я резервная авиационная бригада                 | -                                                  | -                   |
| 01.04.1942 года | Ставка ВГК                      | -                    | 1-я ударная авиационная группа                    | -                                                  | -                   |
| 01.05.1942 года | Ставка ВГК                      | -                    | 1-я ударная авиационная группа                    | -                                                  | -                   |
| 01.06.1942 года | Ставка ВГК                      | -                    | 1-я ударная авиационная группа                    | -                                                  | -                   |
| 01.07.1942 года | Ставка ВГК                      | -                    | 1-я ударная авиационная группа                    | -                                                  | -                   |
| 01.08.1942 года | Волховский фронт                | -                    | -                                                 | -                                                  | -                   |
| 01.09.1942 года | Волховский фронт                | -                    | -                                                 | 278-я истребительная авиационная дивизия           | -                   |
| 01.10.1942 года | ВВС Московского военного округа | -                    | -                                                 | -                                                  | -                   |
| 01.11.1942 года | ВВС Московского военного округа | -                    | -                                                 | -                                                  | -                   |
| 01.12.1942 года | ВВС Московского военного округа | -                    | -                                                 | -                                                  | -                   |
| 01.01.1943 года | ВВС Московского военного округа | -                    | -                                                 | -                                                  | -                   |
| 01.02.1943 года | ВВС Московского военного округа | -                    | -                                                 | -                                                  | -                   |
| 01.03.1943 года | ВВС Московского военного округа | -                    | -                                                 | -                                                  | -                   |
| 01.04.1943 года | ВВС Московского военного округа | -                    | -                                                 | -                                                  | -                   |
| 01.05.1943 года | ВВС Московского военного округа | -                    | -                                                 | -                                                  | -                   |
| 01.06.1943 года | Брянский фронт                  | 15-я воздушная армия | 1-й гвардейский истребительный авиационный корпус | 3-я гвардейская истребительная авиационная дивизия | -                   |
| 01.07.1943 года | Брянский фронт                  | 15-я воздушная армия | 1-й гвардейский истребительный авиационный корпус | 3-я гвардейская истребительная авиационная дивизия | -                   |
| 01.08.1943 года | Брянский фронт                  | 15-я воздушная армия | 1-й гвардейский истребительный авиационный корпус | 3-я гвардейская истребительная авиационная дивизия | -                   |
| 01.09.1943 года | Брянский фронт                  | 15-я воздушная армия | 1-й гвардейский истребительный авиационный корпус | 3-я гвардейская истребительная авиационная дивизия | -                   |
| 01.10.1943 года | Брянский фронт                  | 15-я воздушная армия | 1-й гвардейский истребительный авиационный корпус | 3-я гвардейская истребительная авиационная дивизия | -                   |
| 01.11.1943 года | 2-й Прибалтийский фронт         | 15-я воздушная армия | 1-й гвардейский истребительный авиационный корпус | 3-я гвардейская истребительная авиационная дивизия | -                   |
| 01.12.1943 года | 1-й Прибалтийский фронт         | 3-я воздушная армия  | 1-й гвардейский истребительный авиационный корпус | 3-я гвардейская истребительная авиационная дивизия | -                   |
| 01.01.1944 года | 1-й Прибалтийский фронт         | 3-я воздушная армия  | 1-й гвардейский истребительный авиационный корпус | 3-я гвардейская истребительная авиационная дивизия | -                   |
| 01.02.1944 года | 1-й Прибалтийский фронт         | 3-я воздушная армия  | 1-й гвардейский истребительный авиационный корпус | 3-я гвардейская истребительная авиационная дивизия | -                   |
| 01.03.1944 года | 1-й Прибалтийский фронт         | 3-я воздушная армия  | 1-й гвардейский истребительный авиационный корпус | 3-я гвардейская истребительная авиационная дивизия | -                   |
| 01.04.1944 года | 1-й Прибалтийский фронт         | 3-я воздушная армия  | 1-й гвардейский истребительный авиационный корпус | 3-я гвардейская истребительная авиационная дивизия | -                   |

## Участие в операциях и битвах
- Приграничные сражения — с 22 по 29 июня 1941 года
- Смоленское сражение (1941)
  - Витебское сражение — с 6 по 10 июля 1941 года.
- Тихвинская стратегическая наступательная операция — с 10 ноября по 30 декабря 1941 года
- Любанская наступательная операция — с 17 марта по 30 апреля 1942 года.
- Битва за Ленинград:
  - Синявинская операция (1942) — с 15 августа по 18 сентября 1942 года
- Курская битва:
  - Орловская операция «Кутузов» — с 12 июля по 18 августа 1943 года.
- Брянская операция — с 17 августа по 3 октября 1943 года.
- Городокская операция — с 13 по 31 декабря 1943 года.

## Командиры
- Костромин, Анатолий Аникиевич, майор, 06.1941 — 04.07.1941 года (погиб)
- капитан Медведев Дмитрий Александрович, 02.09.1942 — 27.09.1942
- майор Дрозд Николай Сафронович[5], 05.07.1941 — 04.09.1942
- майор Ольховский Николай Иванович[5], 17.11.1942 — 02.01.1943
- майор, подполковник Яманов Валериан Александрович[5], 03.01.1943 — 01.12.1945

## Отличившиеся воины полка
| Награда | Ф. И. О.                      | Должность                        | Звание            | Дата награждения | Данные о вылетах                                                                              | Примечания                                                                           |
| ------- | ----------------------------- | -------------------------------- | ----------------- | ---------------- | --------------------------------------------------------------------------------------------- | ------------------------------------------------------------------------------------ |
|         | Житков, Михаил Фёдорович      | командир звена                   | лейтенант         | -                | -                                                                                             | 09.02.1944 таранил вражеский бомбардировщик, остался жив                             |
|         | Силантьев, Александр Петрович | заместитель командира эскадрильи | старший лейтенант | 17.12.1941       | к моменту представления 203 боевых вылета, 23 воздушных боя сбил лично 7 самолётов противника | -                                                                                    |
| -       | Табатадзе, Моисей Ефремович   | младший лётчик                   | младший лейтенант | -                | -                                                                                             | 09.07.1941 года таранил Bf-109 командира 1./JG 51 http://www.proza.ru/2008/12/10/643 |